# Anaglyptus obscurissimus
Anaglyptus obscurissimus är en skalbaggsart som beskrevs av Maurice Pic 1901. Anaglyptus obscurissimus ingår i släktet Anaglyptus och familjen långhorningar. Inga underarter finns listade i Catalogue of Life.